# Chalcis (djur)
Chalcis är ett släkte av steklar som beskrevs av Fabricius 1787. Chalcis ingår i familjen bredlårsteklar.

## Bildgalleri

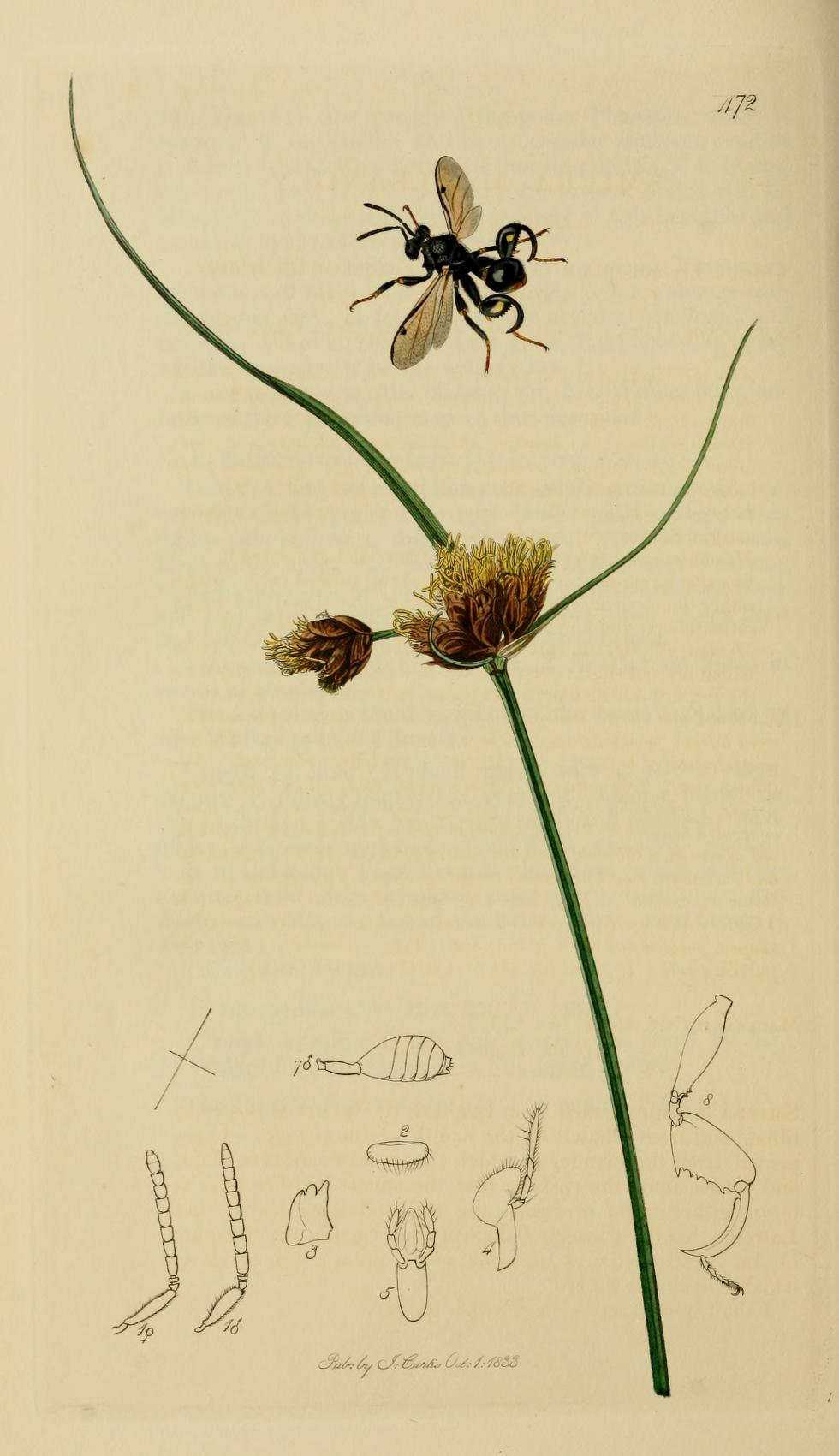
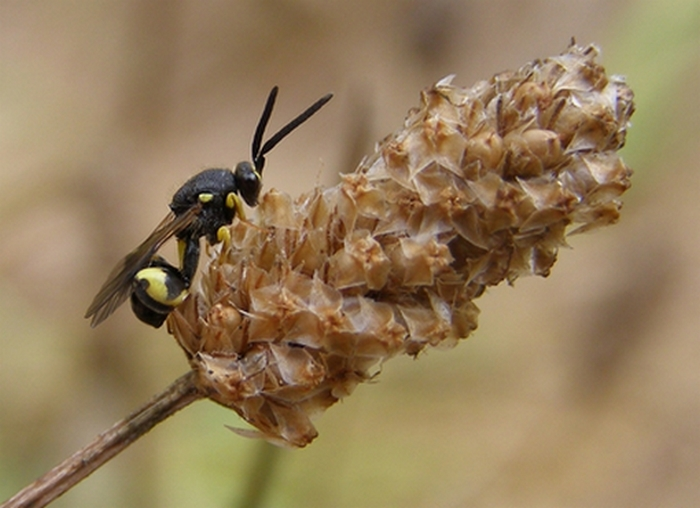

## Dottertaxa tillChalcis, i alfabetisk ordning[1][2]
- Chalcis almon
- Chalcis amphilochus
- Chalcis arapha
- Chalcis australiensis
- Chalcis barbara
- Chalcis bicolor
- Chalcis biguttata
- Chalcis canadensis
- Chalcis capensis
- Chalcis celis
- Chalcis colpotis
- Chalcis divisa
- Chalcis edentata
- Chalcis femorata
- Chalcis ferox
- Chalcis flavitarsis
- Chalcis flebilis
- Chalcis fromonae
- Chalcis fukuharai
- Chalcis fuscus
- Chalcis gibsoni
- Chalcis jordanicus
- Chalcis lasia
- Chalcis lepida
- Chalcis megalomis
- Chalcis melanogastra
- Chalcis melanospila
- Chalcis microgaster
- Chalcis microlinea
- Chalcis myrifex
- Chalcis natalensis
- Chalcis neptis
- Chalcis nodis
- Chalcis obtusedentata
- Chalcis pensilis
- Chalcis perdita
- Chalcis phoenicapoda
- Chalcis pilicauda
- Chalcis polyctor
- Chalcis praevolans
- Chalcis pymi
- Chalcis ramicornis
- Chalcis resus
- Chalcis rotundata
- Chalcis rufigaster
- Chalcis rufipes
- Chalcis samoana
- Chalcis saussurei
- Chalcis sispes
- Chalcis sodalis
- Chalcis spilopus
- Chalcis strigulosa
- Chalcis tortilis
- Chalcis transvaalensis
- Chalcis unicolor
- Chalcis vera
- Chalcis visellus
- Chalcis wollastoni